# Förbandschefstecken
Förbandschefstecken är i svenska flottan en vimpel som förs på det fartyg där förbandets chef för närvarande uppehåller sig. Skilda förbandschefstecken finns för:
- avdelningschef
- flottiljchef, regementschef och brigadchef
- divisionschef och bataljonschef
- äldste chef

Avdelningschef
Flottiljchef
Divisionschef
Äldste chef

På motsvarande sätt finns befälstecken för att visa tjänstegrad, och särskilda tecken för vissa befattningshavare.